# 2022年加納礦區爆炸
2022年1月20日，一辆运输采矿炸药的卡车在加納塔夸-博戈索-阿亚姆福路与一辆摩托车相撞后发生了大爆炸。爆炸将附近的阿皮亚特夷为平地，5百民房倒塌。此次事故造成13人死亡（一說20人），另有59人受伤。爆炸地點距離一座金礦有140公里。